# Ansible
El término ansible se usa en la literatura de ciencia ficción para describir un dispositivo hipotético de comunicación más rápida que la luz (de hecho, instantáneo). Fue acuñado por Ursula K. Le Guin, en 1966, para su novela El mundo de Rocannon. Su novela de 1974 Los desposeídos describe la invención del ansible.
Le Guin dice que derivó la palabra "ansible" del inglés answerable (respondible, que puede responderse). Es un dispositivo que permite, a los que los reciben, contestar mensajes en un intervalo razonable de tiempo a distancias interestelares.
El nombre y función del aparato ha sido usado por varios autores de ciencia ficción, como Orson Scott Card, Elizabeth Moon y Vernor Vinge.
La física actual no ha descubierto cómo construir un ansible. Sin embargo, la teoría de la relatividad deduce que, si existiera este dispositivo, permitiría enviar información desde el futuro hacia el pasado, generando paradojas que han hecho pensar a muchos físicos que su fabricación es imposible.